# Discografia di Megan Thee Stallion
La discografia di Megan Thee Stallion, rapper statunitense, comprende tre album in studio, una raccolta, un mixtape, tre EP e oltre cinquanta singoli, di cui 17 in collaborazione con altri artisti.

## Album

### Album in studio
| Anno                                                                                          | Titolo e dettagli | Classifiche | Classifiche | Classifiche | Classifiche | Classifiche | Classifiche | Classifiche | Classifiche | Classifiche | Classifiche | Certificazioni               |
| Anno                                                                                          | Titolo e dettagli | USA         | USA R&B/HH  | USA Rap     | AUS         | CAN         | FRA         | IRE         | NLD         | NZL         | UK          | Certificazioni               |
| --------------------------------------------------------------------------------------------- | --- | ----------- | ----------- | ----------- | ----------- | ----------- | ----------- | ----------- | ----------- | ----------- | ----------- | ---------------------------- |
| 2020                                                                                          | Good News - Pubblicato: 20 novembre 2020 - Etichetta: 1501 Certified, 300 - Formati: CD, 2 LP, download digitale, streaming | 2           | 1           | 1           | 41          | 9           | 107         | 22          | 77          | 22          | 46          | - USA: Platino - UK: Argento |
| 2022                                                                                          | Traumazine - Pubblicato: 12 agosto 2022 - Etichetta: 1501 Certified, 300 - Formati: CD, download digitale, streaming        | 4           | 3           | 2           | 68          | 19          | 149         | —           | —           | 27          | 65          | - USA: Oro                   |
| 2024                                                                                          | Megan - Pubblicato: 28 giugno 2024 - Etichetta: Hot Girl - Formati: CD, 2 LP, download digitale, streaming                  | 3           | 1           | 1           | 94          | 53          | —           | —           | —           | 33          | 97          |                              |
| "—" indica che l'opera non si è classificata o che non è stata pubblicata in quel territorio. | |             |             |             |             |             |             |             |             |             |             |                              |

### Raccolte
| Anno | Titolo e dettagli | Classifiche | Classifiche | Classifiche | Certificazioni |
| Anno | Titolo e dettagli | USA         | USA R&B/HH  | CAN         | Certificazioni |
| ---- | --- | ----------- | ----------- | ----------- | -------------- |
| 2021 | Something for Thee Hotties - Pubblicato: 29 ottobre 2021 - Etichetta: 1501 Certified, 300 - Formati: Download digitale, streaming | 5           | 3           | 69          | - USA: Oro     |

## Mixtape
| Anno | Titolo e dettagli                                                                                           | Classifiche | Classifiche | Classifiche | Certificazioni |
| Anno | Titolo e dettagli                                                                                           | USA         | USA R&B/HH  | USA Rap     | Certificazioni |
| ---- | --- | ----------- | ----------- | ----------- | -------------- |
| 2019 | Fever - Pubblicato: 17 maggio 2019 - Etichetta: 1501 Certified, 300 - Formati: Download digitale, streaming | 10          | 6           | 5           | - USA: Oro     |

## Extended play
| Anno                                                                                          | Titolo e dettagli                                                                                               | Classifiche | Classifiche | Classifiche | Classifiche | Classifiche | Classifiche | Certificazioni |
| Anno                                                                                          | Titolo e dettagli                                                                                               | USA         | USA R&B/HH  | USA Rap     | CAN         | FRA         | NLD         | Certificazioni |
| --------------------------------------------------------------------------------------------- | --- | ----------- | ----------- | ----------- | ----------- | ----------- | ----------- | -------------- |
| 2017                                                                                          | Make It Hot - Pubblicato: 18 settembre 2017 - Etichetta: 1501 Certified - Formati: Download digitale, streaming | —           | —           | —           | —           | —           | —           |                |
| 2018                                                                                          | Tina Snow - Pubblicato: 11 giugno 2018 - Etichetta: 1501 Certified, 300 - Formati: Download digitale, streaming | 166         | —           | —           | —           | —           | —           |                |
| 2020                                                                                          | Suga - Pubblicato: 6 marzo 2020 - Etichetta: 1501 Certified, 300 - Formati: Download digitale, streaming        | 7           | 7           | 5           | 17          | 149         | 55          | - USA: Oro     |
| "—" indica che l'opera non si è classificata o che non è stata pubblicata in quel territorio. | |             |             |             |             |             |             |                |

## Singoli

### Come artista principale
| Anno                                                                                          | Titolo                                              | Classifiche | Classifiche | Classifiche | Classifiche | Classifiche | Classifiche | Classifiche | Classifiche | Classifiche | Classifiche | Classifiche | Classifiche | Certificazioni                                                                           | Album di provenienza                                         |
| Anno                                                                                          | Titolo                                              | USA         | USA R&B/HH  | USA Rap     | AUS         | CAN         | FRA         | IRE         | NLD         | NZL         | POR         | SWI         | UK          | Certificazioni                                                                           | Album di provenienza                                         |
| --------------------------------------------------------------------------------------------- | --------------------------------------------------- | ----------- | ----------- | ----------- | ----------- | ----------- | ----------- | ----------- | ----------- | ----------- | ----------- | ----------- | ----------- | ---------------------------------------------------------------------------------------- | ------------------------------------------------------------ |
| 2017                                                                                          | Pull Up Late                                        | —           | —           | —           | —           | —           | —           | —           | —           | —           | —           | —           | —           |                                                                                          | Make It Hot                                                  |
| 2018                                                                                          | Cocky AF                                            | —           | —           | —           | —           | —           | —           | —           | —           | —           | —           | —           | —           |                                                                                          | Tina Snow                                                    |
| 2019                                                                                          | Big Ole Freak                                       | 65          | 25          | 23          | —           | —           | —           | —           | —           | —           | —           | —           | —           | - USA: Platino (2)                                                                       | Tina Snow                                                    |
| 2019                                                                                          | Sex Talk                                            | —           | —           | —           | —           | —           | —           | —           | —           | —           | —           | —           | —           | - USA: Platino                                                                           | Fever                                                        |
| 2019                                                                                          | Talk (Remix) (con Khalid e Yo Gotti)                | —           | —           | —           | —           | —           | —           | —           | —           | —           | —           | —           | —           |                                                                                          | /                                                            |
| 2019                                                                                          | Cash Shit (feat. DaBaby)                            | 36          | 16          | 14          | —           | —           | —           | —           | —           | —           | —           | —           | —           | - USA: Platino (4)                                                                       | Fever                                                        |
| 2019                                                                                          | Hot Girl Summer (feat. Nicki Minaj e Ty Dolla Sign) | 11          | 7           | 5           | 64          | 38          | —           | 51          | —           | —           | —           | —           | 40          | - USA: Platino (2) - CAN: Platino (2) - UK: Argento                                      | /                                                            |
| 2019                                                                                          | All Dat (con Moneybagg Yo)                          | 70          | 34          | —           | —           | —           | —           | —           | —           | —           | —           | —           | —           | - USA: Platino                                                                           | Time Served                                                  |
| 2019                                                                                          | Ride or Die (con VickeeLo)                          | 123         | 54          | —           | —           | —           | —           | —           | —           | —           | —           | —           | —           |                                                                                          | Queen & Slim: The Soundtrack                                 |
| 2020                                                                                          | Diamonds (con Normani)                              | 116         | —           | —           | —           | —           | —           | —           | —           | —           | —           | —           | —           |                                                                                          | Birds of Prey: The Album                                     |
| 2020                                                                                          | B.I.T.C.H.                                          | 31          | 15          | 11          | —           | —           | —           | —           | —           | —           | —           | —           | —           | - USA: Platino                                                                           | Suga                                                         |
| 2020                                                                                          | Captain Hook                                        | 74          | 41          | —           | —           | —           | —           | —           | —           | —           | —           | —           | —           | - USA: Platino (2)                                                                       | Suga                                                         |
| 2020                                                                                          | Freak (con Tyga)                                    | 120         | —           | —           | —           | —           | —           | —           | —           | —           | —           | —           | —           |                                                                                          | /                                                            |
| 2020                                                                                          | Savage (solo o feat. Beyoncé)                       | 1           | 1           | 1           | 4           | 9           | 26          | 3           | 28          | 2           | 11          | 18          | 3           | - USA: Platino (4) - CAN: Platino (5) - FRA: Oro - NZL: Platino - POR: Oro - UK: Platino | Suga                                                         |
| 2020                                                                                          | Girls in the Hood                                   | 28          | 13          | 11          | —           | 90          | —           | —           | —           | —           | —           | —           | —           | - USA: Platino (2)                                                                       | Good News                                                    |
| 2020                                                                                          | Don't Stop (feat. Young Thug)                       | 30          | 14          | 12          | —           | 97          | —           | —           | —           | —           | —           | —           | —           | - USA: Platino                                                                           | Good News                                                    |
| 2020                                                                                          | Thick (Remix) (con DJ Chose)                        | —           | —           | —           | —           | —           | —           | —           | —           | —           | —           | —           | —           |                                                                                          | /                                                            |
| 2021                                                                                          | Freaky Girls (feat. SZA)                            | 101         | 36          | —           | —           | —           | —           | —           | —           | —           | —           | —           | —           |                                                                                          | Good News                                                    |
| 2021                                                                                          | Cry Baby (feat. DaBaby)                             | 44          | 13          | 11          | —           | —           | —           | —           | —           | —           | —           | —           | —           | - USA: Platino                                                                           | Good News                                                    |
| 2021                                                                                          | I'm a King (con Bobby Sessions)                     | —           | —           | —           | —           | —           | —           | —           | —           | —           | —           | —           | —           |                                                                                          | Coming 2 America (Amazon Original Motion Picture Soundtrack) |
| 2021                                                                                          | On Me (Remix) (con Lil Baby)                        | —           | —           | —           | —           | —           | —           | —           | —           | —           | —           | —           | —           |                                                                                          | /                                                            |
| 2021                                                                                          | Thot Shit                                           | 16          | —           | 4           | 38          | 43          | —           | 44          | —           | —           | 162         | —           | 65          | - USA: Platino (2)                                                                       | Something for Thee Hotties                                   |
| 2021                                                                                          | Crazy Family (con Maluma e Rock Mafia)              | —           | —           | —           | —           | —           | —           | —           | —           | —           | —           | —           | —           |                                                                                          | The Addams Family 2 (Original Motion Picture Soundtrack)     |
| 2021                                                                                          | SG (con DJ Snake, Ozuna e Lisa)                     | 102         | —           | —           | —           | 86          | —           | —           | —           | —           | 167         | 56          | —           | - FRA: Oro                                                                               | /                                                            |
| 2021                                                                                          | Megan's Piano                                       | 97          | 36          | —           | —           | —           | —           | —           | —           | —           | —           | —           | —           | - USA: Oro                                                                               | Something for Thee Hotties                                   |
| 2022                                                                                          | Lick (con Shenseea)                                 | 120         | —           | —           | —           | —           | —           | —           | —           | —           | —           | —           | —           |                                                                                          | Alpha                                                        |
| 2022                                                                                          | Sweetest Pie (con Dua Lipa)                         | 15          | —           | 3           | 24          | 19          | 153         | 14          | —           | 33          | 69          | 54          | 31          | - USA: Platino - CAN: Platino - UK: Argento                                              | Traumazine                                                   |
| 2022                                                                                          | Plan B                                              | 29          | 7           | 6           | —           | 66          | —           | —           | —           | —           | —           | —           | —           | - USA: Oro                                                                               | Traumazine                                                   |
| 2022                                                                                          | Pressurelicious (feat. Future)                      | 55          | —           | —           | —           | —           | —           | —           | —           | —           | —           | —           | —           |                                                                                          | Traumazine                                                   |
| 2023                                                                                          | Cobra                                               | 32          | 10          | —           | —           | —           | —           | —           | —           | —           | —           | —           | 83          |                                                                                          | Megan                                                        |
| 2023                                                                                          | Not My Fault (con Reneé Rapp)                       | 102         | —           | —           | —           | 82          | —           | 54          | —           | —           | —           | —           | 61          |                                                                                          | Mean Girls (Music from the Motion Picture)                   |
| 2024                                                                                          | Hiss                                                | 1           | 1           | 1           | 62          | 18          | —           | 36          | —           | —           | 129         | —           | 31          | - USA: Oro                                                                               | Megan                                                        |
| 2024                                                                                          | Wanna Be (con GloRilla)                             | 11          | 5           | —           | —           | 80          | —           | —           | —           | —           | —           | —           | —           |                                                                                          | Ehhthang Ehhthang                                            |
| 2024                                                                                          | Boa                                                 | 39          | —           | —           | —           | —           | —           | —           | —           | —           | —           | —           | —           |                                                                                          | Megan                                                        |
| 2024                                                                                          | Mamushi (feat. Yuki Chiba)                          | 36          | 7           | —           | —           | 57          | —           | —           | —           | —           | —           | —           | 89          |                                                                                          | Megan                                                        |
| 2024                                                                                          | Neva Play (feat. RM)                                | 36          | 7           | —           | —           | 63          | —           | 97          | —           | —           | —           | —           | 66          |                                                                                          | /                                                            |
| 2025                                                                                          | Whenever                                            | 102         | —           | —           | —           | —           | —           | —           | —           | —           | —           | —           | —           |                                                                                          | /                                                            |
| "—" indica che l'opera non si è classificata o che non è stata pubblicata in quel territorio. |                                                     |             |             |             |             |             |             |             |             |             |             |             |             |                                                                                          |                                                              |

### Come artista ospite
| Anno                                                                                          | Titolo                                                                                  | Classifiche | Classifiche | Classifiche | Classifiche | Classifiche | Classifiche | Classifiche | Classifiche | Classifiche | Classifiche | Classifiche | Classifiche | Certificazioni | Album di provenienza        |
| Anno                                                                                          | Titolo                                                                                  | USA         | USA R&B/HH  | USA Rap     | AUS         | CAN         | FRA         | IRE         | NLD         | NZL         | POR         | SWI         | UK          | Certificazioni | Album di provenienza        |
| --------------------------------------------------------------------------------------------- | --------------------------------------------------------------------------------------- | ----------- | ----------- | ----------- | ----------- | ----------- | ----------- | ----------- | ----------- | ----------- | ----------- | ----------- | ----------- | --- | --------------------------- |
| 2018                                                                                          | No Pressure (Drebae feat. Megan Thee Stallion)                                          | —           | —           | —           | —           | —           | —           | —           | —           | —           | —           | —           | —           | | /                           |
| 2018                                                                                          | Poledancer (Wale feat. Megan Thee Stallion)                                             | —           | —           | —           | —           | —           | —           | —           | —           | —           | —           | —           | —           | | Wow... That's Crazy         |
| 2019                                                                                          | Bestie (Bhad Bhabie feat. Megan Thee Stallion)                                          | —           | —           | —           | —           | —           | —           | —           | —           | —           | —           | —           | —           | | /                           |
| 2019                                                                                          | She Live (Maxo Kream feat. Megan Thee Stallion)                                         | —           | —           | —           | —           | —           | —           | —           | —           | —           | —           | —           | —           | | Brandon Banks               |
| 2019                                                                                          | Three Point Stance (Juicy J feat. City Girls e Megan Thee Stallion)                     | —           | —           | —           | —           | —           | —           | —           | —           | —           | —           | —           | —           | | /                           |
| 2019                                                                                          | Pastor (Quavo feat. Megan Thee Stallion)                                                | —           | —           | —           | —           | —           | —           | —           | —           | —           | —           | —           | —           | | Control the Streets, Vol. 2 |
| 2019                                                                                          | Pose (Yo Gotti feat. Megan Thee Stallion)                                               | 108         | —           | —           | —           | —           | —           | —           | —           | —           | —           | —           | —           | | Untrapped                   |
| 2019                                                                                          | Big Booty (Gucci Mane feat. Megan Thee Stallion)                                        | 104         | 51          | —           | —           | —           | —           | —           | —           | —           | —           | —           | —           | - USA: Oro | Woptober II                 |
| 2020                                                                                          | Fkn Around (Phony Ppl feat. Megan Thee Stallion)                                        | —           | —           | —           | —           | —           | —           | —           | —           | —           | —           | —           | —           | | /                           |
| 2020                                                                                          | RNB (Young Dolph feat. Megan Thee Stallion)                                             | 101         | —           | —           | —           | —           | —           | —           | —           | —           | —           | —           | —           | - USA: Oro | /                           |
| 2020                                                                                          | WAP (Cardi B feat. Megan Thee Stallion)                                                 | 1           | 1           | 1           | 1           | 1           | 30          | 1           | 16          | 1           | 5           | 5           | 1           | - USA: Platino (8) - AUS: Platino (4) - CAN: Platino (8) - FRA: Platino - NZL: Platino (2) - POR: Platino - UK: Platino (2) | /                           |
| 2021                                                                                          | 34+35 (Remix) (Ariana Grande feat. Doja Cat e Megan Thee Stallion)                      | 2           | —           | —           | —           | —           | —           | —           | —           | —           | —           | —           | —           | | /                           |
| 2021                                                                                          | Beautiful Mistakes (Maroon 5 feat. Megan Thee Stallion)                                 | 13          | —           | —           | 36          | 8           | 38          | 36          | —           | 21          | 69          | 52          | 50          | - USA: Platino - AUS: Oro - CAN: Platino - FRA: Platino - NZL: Oro - POR: Oro - SWI: Oro - UK: Argento                      | /                           |
| 2021                                                                                          | I Did It (DJ Khaled feat. Post Malone, Megan Thee Stallion, Lil Baby e DaBaby)          | 43          | 17          | 15          | —           | 22          | —           | 48          | —           | —           | 106         | 85          | 53          | - USA: Oro | Khaled Khaled               |
| 2021                                                                                          | Bad Bitches (Marshmello e Nitti Gritti feat. Megan Thee Stallion)                       | —           | —           | —           | —           | —           | —           | —           | —           | —           | —           | —           | —           | | Shockwave                   |
| 2021                                                                                          | Butter (Remix) (BTS feat. Megan Thee Stallion)                                          | —           | —           | —           | —           | —           | —           | —           | —           | —           | —           | —           | —           | | /                           |
| 2021                                                                                          | It Was a... (Masked Christmas) (Jimmy Fallon feat. Ariana Grande e Megan Thee Stallion) | —           | —           | —           | —           | —           | —           | —           | —           | —           | —           | —           | —           | | /                           |
| 2023                                                                                          | Bongos (Cardi B feat. Megan Thee Stallion)                                              | 14          | 4           | 3           | —           | 43          | —           | 64          | —           | —           | —           | —           | 35          | | /                           |
| 2024                                                                                          | Sunday Service (Latto feat. Megan Thee Stallion e Flo Milli)                            | —           | —           | —           | —           | —           | —           | —           | —           | —           | —           | —           | —           | | /                           |
| "—" indica che l'opera non si è classificata o che non è stata pubblicata in quel territorio. |                                                                                         |             |             |             |             |             |             |             |             |             |             |             |             | |                             |

### Singoli promozionali
| Anno | Titolo                               | Certificazioni | Album di provenienza |
| ---- | ------------------------------------ | -------------- | -------------------- |
| 2016 | Like a Stallion                      |                | /                    |
| 2017 | Stalli (Freestyle)                   |                | /                    |
| 2019 | Fire in the Booth, Pt.1              |                | /                    |
| 2019 | Realer                               | - USA: Oro     | Fever                |
| 2022 | Flamin' Hottie                       |                | /                    |
| 2023 | Pussy Don't Lie (con Big Mouth Cast) |                | /                    |

## Altri brani entrati in classifica o certificati
| Anno                                                             | Titolo                                                 | Classifiche | Classifiche | Classifiche | Classifiche | Classifiche | Classifiche | Classifiche | Classifiche | Certificazioni                                  | Album di provenienza       |
| Anno                                                             | Titolo                                                 | USA         | USA R&B/HH  | USA Rap     | CAN         | FRA         | IRE         | POR         | UK          | Certificazioni                                  | Album di provenienza       |
| ---------------------------------------------------------------- | ------------------------------------------------------ | ----------- | ----------- | ----------- | ----------- | ----------- | ----------- | ----------- | ----------- | ----------------------------------------------- | -------------------------- |
| 2018                                                             | Freak Nasty                                            | —           | —           | —           | —           | —           | —           | —           | —           | - USA: Oro                                      | Tina Snow                  |
| 2019                                                             | Handsome (Chance the Rapper feat. Megan Thee Stallion) | 105         | —           | —           | —           | —           | —           | —           | —           |                                                 | The Big Day                |
| 2020                                                             | Nasty (DaBaby feat. Ashanti e Megan Thee Stallion)     | 50          | 20          | 17          | —           | —           | —           | —           | —           | - USA: Oro                                      | Blame It on Baby           |
| 2020                                                             | Shots Fired                                            | 82          | 25          | 23          | —           | —           | —           | —           | —           |                                                 | Good News                  |
| 2020                                                             | Circles                                                | 94          | 34          | —           | —           | —           | —           | —           | —           |                                                 | Good News                  |
| 2020                                                             | Do It on the Tip (feat. City Girls)                    | 92          | 33          | —           | —           | —           | —           | —           | —           |                                                 | Good News                  |
| 2020                                                             | Sugar Baby                                             | 109         | 50          | —           | —           | —           | —           | —           | —           |                                                 | Good News                  |
| 2020                                                             | Movie (feat. Lil Durk)                                 | 102         | 39          | —           | —           | —           | —           | —           | —           |                                                 | Good News                  |
| 2020                                                             | Body                                                   | 12          | 4           | 3           | 43          | —           | 37          | 154         | 44          | - USA: Platino - CAN: Platino (2) - UK: Argento | Good News                  |
| 2020                                                             | What's New                                             | 108         | 48          | —           | —           | —           | —           | —           | —           |                                                 | Good News                  |
| 2020                                                             | Go Crazy (feat. Big Sean e 2 Chainz)                   | 112         | —           | —           | —           | —           | —           | —           | —           |                                                 | Good News                  |
| 2021                                                             | Dolla Sign Slime (Lil Nas X feat. Megan Thee Stallion) | 47          | 17          | 15          | 43          | 178         | —           | 66          | —           |                                                 | Montero                    |
| 2021                                                             | Eat It                                                 | 82          | 31          | 24          | —           | —           | —           | —           | —           |                                                 | Something for Thee Hotties |
| 2022                                                             | Ungrateful (feat. Key Glock)                           | 82          | 29          | —           | —           | —           | —           | —           | —           |                                                 | Traumazine                 |
| 2022                                                             | Budget (feat. Latto)                                   | 87          | 31          | —           | —           | —           | —           | —           | —           |                                                 | Traumazine                 |
| "—" indica che l'opera non si è classificata in quel territorio. |                                                        |             |             |             |             |             |             |             |             |                                                 |                            |